# Генрих III (маркграф Баден-Хахберга)
Генрих III Баден-Хахбергский (нем. Heinrich III. von Baden-Hachberg, ум. 1330) — маркграф Баден-Хахберга и сеньор Кенцингена, правивший в период с 1290 по 1330 годы.
Генрих III был старшим сыном маркграфа Генриха II и Анны Юзенбергской (нем. Anna von Üsenberg, ум. 1286), и перенял бразды правления около 1290 года совместно со своим братом Рудольфом после того, как Генрих II отошёл от дел.
Около 1300 года — вскорости после смерти отца — последовало разделение маркграфства таким образом, что Генрих получил Хахберг и владения в нижнем Брайсгау, вследствие чего он иногда называется также Генрихом III Хахберг-Хахбергским, а Рудольф — Заузенберг и владения в верхнем Брайсгау, основав новую побочную линию Баденского дома — маркграфов Хахберг-Заузенбергских.

### Семья
Генрих Баден-Хахбергский был женат на Агнес Хоэнбергской (ум. 1310) из побочной линии Цоллернов. Известны трое их детей:
- Генрих IV (ум. 1369) — маркграф Баден-Хахберга с 1330 по 1369 годы
- Рудольф (ум. 1343) — комтур Ордена иоаннитов во Фрайбурге и, позднее, в Хоэнрайне
- Герман (ум. 1356) — ландмейстер Ордена иоаннитов в Германии